# Enger
Pour les articles homonymes, voir Enger (homonymie).
Enger est une commune de Rhénanie-du-Nord-Westphalie (Allemagne), située dans l'arrondissement de Herford, dans le district de Detmold, dans le Landschaftsverband de Westphalie-Lippe.
Enger est une ville de taille moyenne. Elle possède le surnom de Widukindstadt (la ville de Widukind) car selon la légende, le chef saxon Widukind y serait enterré.

## La lien entre Widukind et Enger
Ce n'est que dans une source du début du XIIIe siècle qu'il est mentionné pour la première fois que Widukind serait enterré à Enger. 
Ainsi, dans la publication spéciale Widukindstadt Enger (1973), il est mentionné comme source le document MG D. Chr. II, page 398: "de here starf unde wart to Engere begraven (le Seigneur mourut et fut enterré à Engere)". 
Il y a aussi un panneau en relief de Widukind, qui se tenait probablement autrefois debout sur un mur, et qui date de la première moitié du XIIe siècle. Il est considéré comme l'une des premières grandes œuvres plastique en Allemagne. Widukind y est représenté avec des lys, un sceptre et une couronne jointe. Cependant, seule la pierre tombale datant de la renaissance (XVIe siècle) porte une inscription faisant référence à Widukind.
Lors de la rénovation de l'église (1970 - 1973), des fouilles ont été effectuées dans le chœur de l'église où trois tombes ont été découvertes. Elles datent d'environ l'an 800.
Des anthropologues ont examiné les fragments de squelette mises au jour et des tests ADN ont été effectués en 2003 : le squelette de gauche appartient à un jeune homme de 16 ans environ. Le squelette du centre et celui de droite à des adultes de 60 ans environ. Avec une probabilité de 88 %, les deux adultes sont des demi-frères ; le squelette du jeune homme est un fils de l'un des demi-frères avec une probabilité de 98 %. 
L'opinion scientifique dominante est maintenant que la tombe centrale pourrait en fait être le lieu de sépulture de Widukind.

## Personnalités liées à la ville
- Mathilde de Ringelheim (896-968), sainte née à Enger.
- Wolfgang Aßbrock (1952-2007), homme politique né à Enger.
- Axel Horstmann (1954-), homme politique né à Enger.
- Bernhard Lloyd (1960-), musicien né à Enger.
- Frank Mertens (1961-), musicien né à Enger.